# Alexandria Bay (New York)
Pour les articles homonymes, voir Alexandria Bay.
Alexandria Bay, généralement abrégé en Alex Bay ou A Bay, est un village du comté de Jefferson (New York), aux États-Unis. La localité est située dans la région de l'archipel des Mille-Îles, dans la partie nord de l'État. D'après le recensement des États-Unis de 2010, on y compte 1 100 habitants.
Selon le bureau du recensement des États-Unis, le village couvre une 1,5 milles carrés (3,9 km2).

## Histoire
Les premiers colons s'établissent dans la région vers 1817.